# Avedis Bedros XIV Arpiarian
Avedis Bedros XIV Arpiarian, in italiano Avedis Pietro XIV (Egin, 13 aprile 1856 – Bzoummar, 26 ottobre 1937), è stato un patriarca cattolico armeno, eparca di Karput e Marasc e quattordicesimo patriarca della Chiesa armeno-cattolica.

## Biografia
Nativo di Egin (oggi Kemaliye) in Turchia, fu nominato eparca di Karput il 23 settembre 1890 e di Marasc il 27 agosto 1911. Durante la persecuzione turca, riuscì a fuggire da Marasc solo grazie ad una scorta militare francese. Alla morte di Boghos Bedros XIII Terzian, venne eletto patriarca degli Armeni il 17 ottobre 1931 e confermato dalla Santa Sede il 13 marzo 1933.

## Genealogia episcopale e successione apostolica
La genealogia episcopale è:
- Cardinale Scipione Rebiba
- Cardinale Giulio Antonio Santori
- Cardinale Girolamo Bernerio, O.P.
- Arcivescovo Galeazzo Sanvitale
- Cardinale Ludovico Ludovisi
- Cardinale Luigi Caetani
- Cardinale Ulderico Carpegna
- Cardinale Paluzzo Paluzzi Altieri degli Albertoni
- Papa Benedetto XIII
- Papa Benedetto XIV
- Papa Clemente XIII
- Cardinale Bernardino Giraud
- Cardinale Alessandro Mattei
- Cardinale Pietro Francesco Galleffi
- Cardinale Giacomo Filippo Fransoni
- Cardinale Andon Bedros IX Hassoun
- Patriarca Stepanos Bedros X Azarian
- Patriarca Avedis Bedros XIV Arpiarian

La successione apostolica è:
- Arcivescovo Kevork (Georges) Kortikian (Kurdighian) (1928)
- Arcivescovo Sergio Der Abrahamian (1933)
- Arcivescovo Grégoire Georges Camille Hindié (1933)
- Patriarca Iknadios Bedros XVI Batanian (1933)
- Arcivescovo Pietro Kedigian (1936)